# Dorzecze Regi

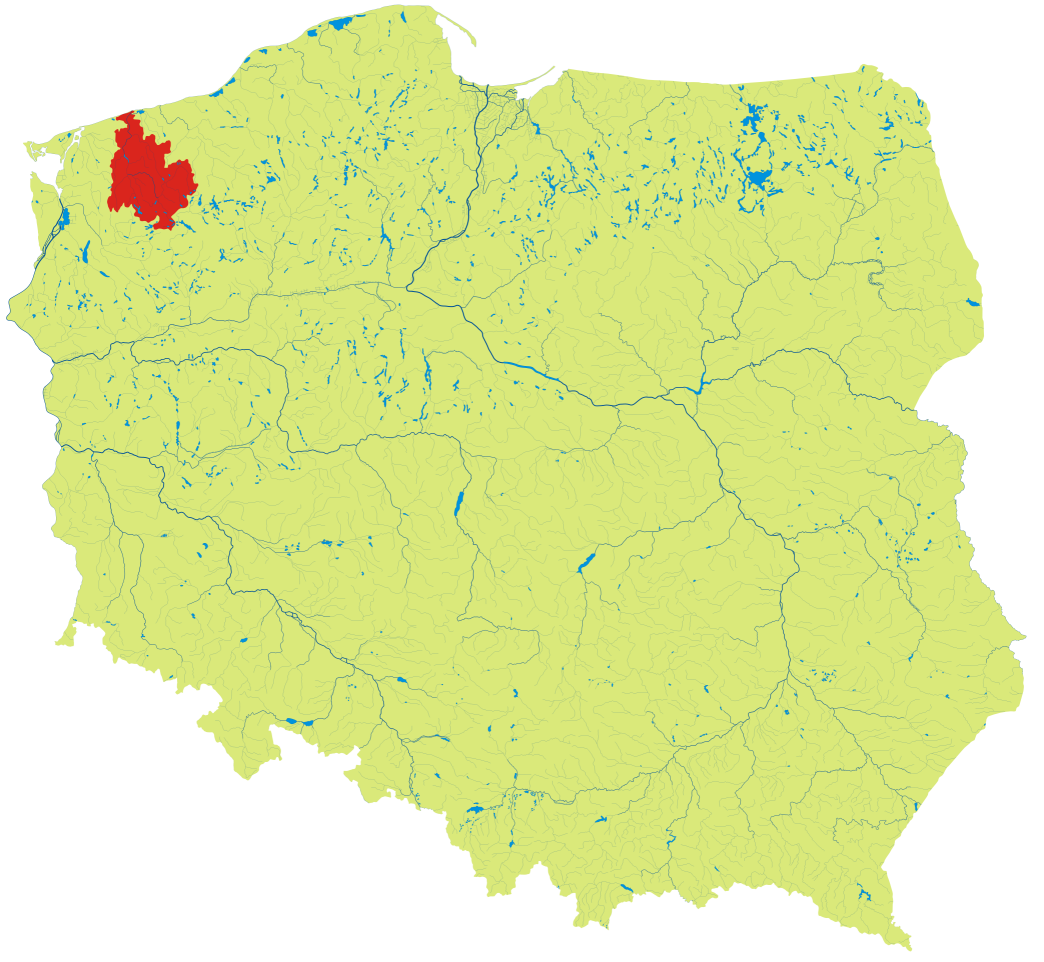
Dorzecze Regi na mapie hydrograficznej Polski

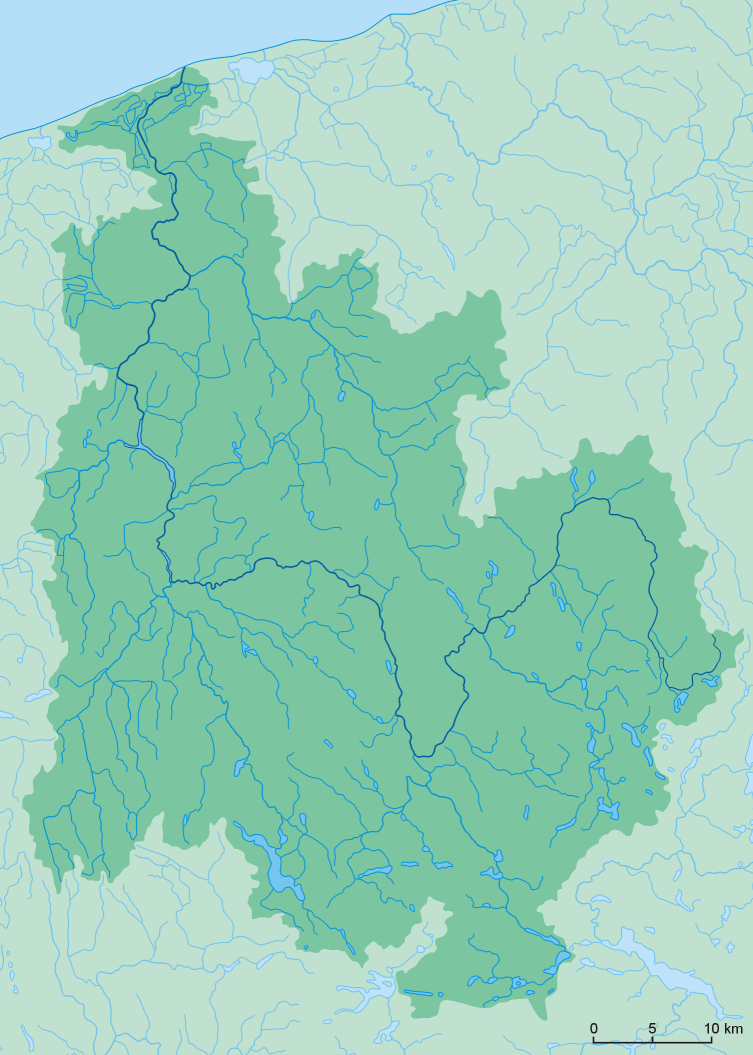
Rega i sieć hydrograficzna dorzecza

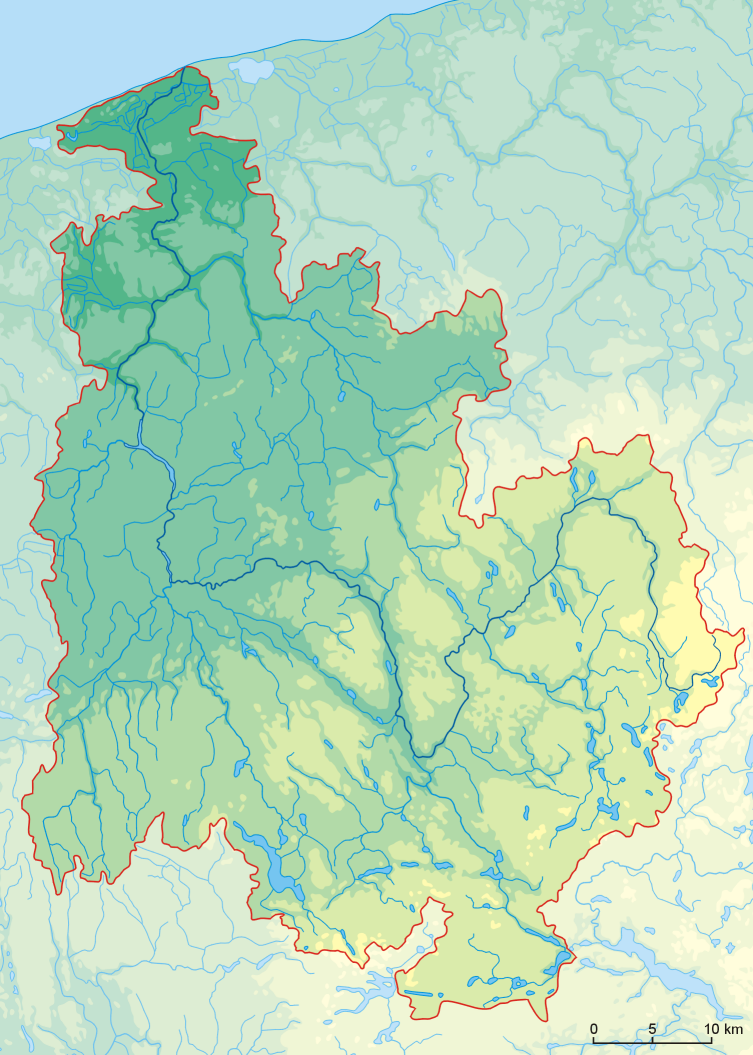
Mapka hipsometryczna dorzecza Regi

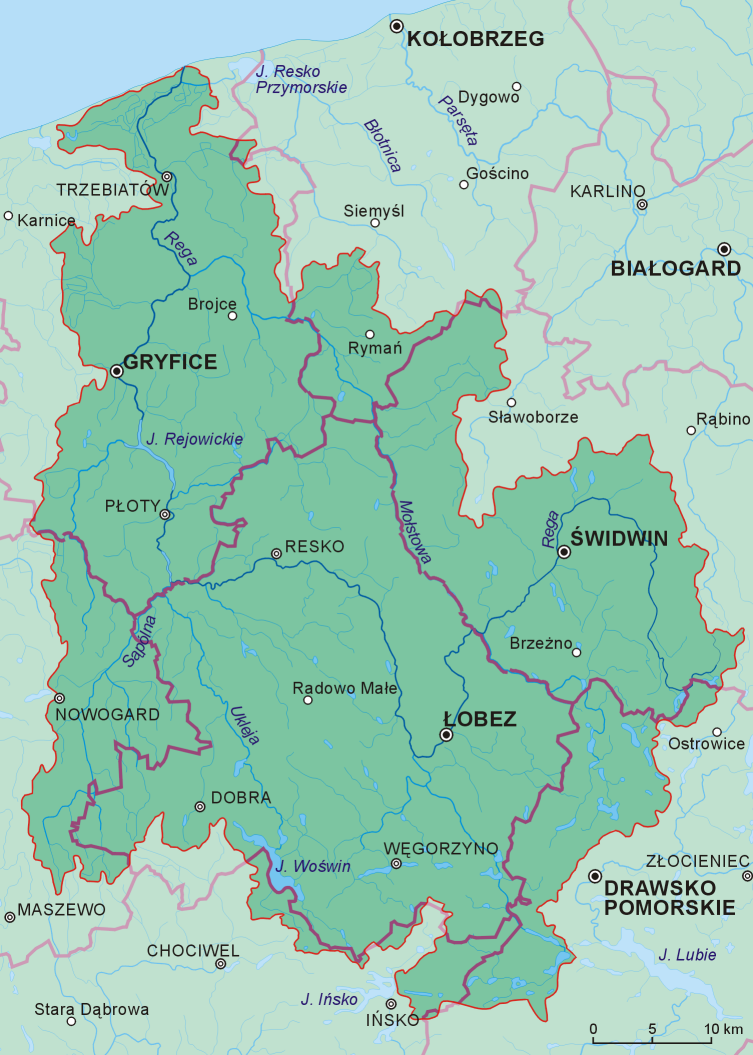
Dorzecze Regi w granicach powiatów

Dorzecze Regi – jedno z bezpośrednich dorzeczy zlewiska Morza Bałtyckiego, obejmujące obszar według różnych źródeł od 2723,3 km² do 2724,9 km², a nawet 2767 km² na Pobrzeżach Południowobałtyckich i Pojezierzu Zachodniopomorskim. Zlewnia obejmuje dolinę rzeki Regi i dorzecza wszystkich jej dopływów.
Dorzecze w całości znajduje się w woj. zachodniopomorskim, obejmując takie jednostki administracyjne jak: powiat gryficki, powiat łobeski, powiat świdwiński oraz części powiatu drawskiego, powiatu goleniowskiego, powiatu kołobrzeskiego i powiatu stargardzkiego.
Według Instytutu Meteorologii i Gospodarki Wodnej, który dokonał podziału Polski na jednostki hydrograficzne najwyższego rzędu, zlewnia Regi należy do dorzecza rzek przymorza Bałtyku. 
Gospodarzem wszystkich wód w zlewni Regi jest Regionalny Zarząd Gospodarki Wodnej w Szczecinie, który administruje regionem wodnym Dolnej Odry i Przymorza Zachodniego.
```
Lista wszystkich nazwanych cieków wodnych w dorzeczu Regi:

Rega

  ├───P───
Stara Rega (stare koryto)

  │          └───L───
Zgniła Rega

  ├───L───
Kanał Mrzeżyno III

  ├───L───
Kanał Mrzeżyno II

  ├───L───
Stara Rega (struga)

  ├───P───
Sarnia

  │          └───L───
Sekwanka

  ├───L───
Młynówka

  ├>>─L──────┘
  ├───P───
Mołstowa

  │          ├───L───
Brodziec

  │          │          └───L───
Lusówka

  │          ├───P───
Wkra

  │          ├───L───
Pniewa

  │          │          └───P───
Pniewka

  │          ├───P───
Rzecznica

  │          │          └───L───
Węgorka

  │          ├───P───
Czernica

  │          │          ├───L───
Powalicka Struga

  │          │          └───P───
Mołstówka

  │          ├───P───
Leżnica

  │          └───P───
Ząbrówka

  ├───P───
Lubosiel

  ├───L───
Otoczka

  ├───P───
Lubieszowa

  ├───L───
Gardominka

  │          ├───P───
Miedzna

  │          ├───P───
Wołowa

  │          └───L───
Rudka

  ├───P───
Rekowa

  │          ├───P───
Dąbrówka

  │          ├───P───
Wicimica

  │          └───L───
Łabunia

  ├───L───
Potulina

  ├───L───
Ukleja

  │          ├───L───
Sąpólna

  │          │          ├───P───
Dobra

  │          │          ├───L───
Trzechel

  │          │          └───L───
Bukowina

  │          ├───L───
Łosośnica

  │          ├───P───
Gostominka

  │          └───L───
Dobrzenica

  ├───P───
Czernica

  ├───L───
Piaskowa

  │          └───L───
Wilkowa

  ├───P───
Jasienica

  ├───L───
Meszna

  ├───L───
Reska Węgorza

  │          ├───P───
Brzeźnicka Węgorza

  │          │          ├───P───
Brzeźnica

  │          │      
Ostrowitnica

  │          │          └───P───
Mnica
 
  │          ├───P───
Krzeszna

  │          ├───L───
Golnica (lewy dopływ)

  │          └───P───
Golnica (prawy dopływ)
	
  ├───L───
Łoźnica

  ├───P───
Klępnica

  ├───L───
Stara Rega (rzeka)

  │          ├───P───
Grądek

  │          ├───P───
Gręzówka

  │          └───P───
Breń

  └───P───
Włosień
```